# Jerk It Out
Jerk It Out is een nummer van de Zweedse rockband Caesars Palace. Op 22 april 2002 werd het nummer uitgebracht als de hoofdsingle van het album Love for the Streets. Volgens de band is de betekenis van de titel "stoom afblazen". Echter wordt met "jerk it out" doorgaans verwezen naar masturbatie.
In 2003 en in 2005 werd het nummer opnieuw uitgegeven op de albums Paper Tigers en 39 Minutes of Bliss respectievelijk. De eerste heruitgave was een clubremix getiteld Jerk It Harder. De albums werden uitgebracht door Virgin Records.
In 2018 was er een internetmeme waarbij delen van het nummer nagespeeld werden op een stylofoon.